# 加利奇
58°23′N 42°21′E / 58.383°N 42.350°E
加利奇（俄语：Га́лич）是俄羅斯科斯特羅馬州西部的一個城市，位於加利奇湖畔，距科斯特羅馬東北121公里、丘赫洛馬以南50公里。2002年人口19,151人。
1159年首見於文獻，1778年設市。